# Буквица (портал)
Буквица (Bookvica.net) је интернет портал за феминистичку књижевну критику који води група младих књижевних критичарки. Портал је посвећен критичком читању, писању и промишљању књижевности из феминистичке перспективе, са фокусом на југословенско књижевно поље и савремене глобалне тенденције у књижевности и теорији.

## Историја
Удружење грађана из Београда који чине жене које се баве гинокритиком основале су организацију под називом Побуњене читатељке и портал Bookvica.net који је покренут 2016. године као простор за критичко и ангажовано читање. Од 2018. године група води и сродни портал Мини Буквица, посвећен побуњеним читањима дечје књижевности.
Појам „побуњене читатељке“ настао је у контексту савремене феминистичке критике и теорије читања. Иако нема једног ауторског извора, термин се често повезује са радовима аутора као што су Вирџинија Вулф, Хелен Сиксу, Џудит Батлер и Бел Хукс, које су писале о важности женског гласа, читања и писања као облика отпора.
- Иницијатива  је започела као онлајн платформа и серија јавних читања, дискусија и радионица.
- Први јавни наступ „Побуњених читатељки“ одржан је у Београду, а убрзо су уследили догађаји у другим градовима Србије и региона.
- Пројекат је инспирисан сличним иницијативама у свету, попут „Rebel Readers“ и  „Feminist Book Club“.

Удуржење сарађује са ауторкама и ауторима широм региона, а активности Побуњених читатељки укључују умрежавање и заједничке пројекте са сродним иницијативама.

## Циљеви
- Преиспитивање доминантног књижевног канона кроз родну перспективу.
- Подстицање читања дела жена ауторки, нарочито оних које су маргинализоване или заборављене.
- Организовање јавних дискусија, књижевних вечери и радионица.
- Повезивање читатељки и стварање заједнице критичког читања.

## Активности
Побуњене чтатељке делују у следећим активностима:
- Књижевни  клубови: редовна окупљања уз анализу изабраних дела објављивањем критика, есеја и интервјуа.
- Јавне дискусије: разговори са ауторкама, преводитељкама и теоретичаркама модерирањем разговора о књижевности и поп-култури истраживањем књижевног поља у региону,.
- Објављивање текстова: есеји, критике и препоруке на званичном блогу и друштвеним мрежама.
- Сарадње:са библиотекама, књижарама и културним центрима организовањем читаоница за све генерације жена.
- радионицама за децу и младе.

Од 2020. године удружење води и серију радионица Побуњено читам, у којима деца и млади истражују савремену женску и дечју књижевност, културно наслеђе и положај учитељица кроз историју. Текстови настали у оквиру ових радионица објављују се на порталу и у билтенима.

## Награда „Штефица Цвек"
Од 2020. године, Побуњене читатељке додељују „Награду Штефица Цвек" за најбољу књигу написану од стране жене, која се истиче феминистичким приступом, иновативношћу и друштвеном релевантношћу.
Награда носи име по јунакињи из романа „Штефица Цвек у раљама живота“ Дубравке Угрешић, као симбол отпора, хумора и женске снаге.

## Публикације и продукција
- Билтен  „Побуњено читам“: Бесплатна публикација која  анализира омладинску књижевност, графичке новеле и филмове, уз интервјуе са ауторкама и уредницама. Пети број је посвећен теми побуне у књижевности за младе.
- Подкаст  „Побуњено читам: за све од 15 до 115“: Књижевни разговори жена различитих генерација о делима Сали Руни, Елене Феранте, Маргарет Атвуд и других.[4] Подкаст подстиче размену мишљења и критичко промишљање књижевности кроз генерацијску и културну призму.[5]
- Јуниор редакција редакција: Младе чланице попут Терезе  Стефановић и Миреле Грачанац активно учествују у креирању садржаја, чиме  се подстиче нова генерација критичарки и културних радница.

## Мини побуњене читатељке
Мини побуњене читатељке је програм намењен девојчицама узраста од 8 до 14 година. Циљ програма је:
- Развијање критичког мишљења.
- Упознавање са књижевношћу из перспективе девојчица.[6]
- Подстицање самопоуздања и креативности.

Програм укључује читања, креативне радионице и разговоре о темама као што су пријатељство, тело, емоције и отпор.

## Чланство
Bookvica.net и Pobunjene čitateljke су чланице NKSS.

## Референцe
1. ↑  „Pobunjeno čitam: Mape jugoslovenskog nasleđa”. Ozonpress. 19. 3. 2021. Приступљено 9. 8. 2025.
2. ↑  „Pobunjene čitateljke realizovale projekat „Pobunjeno čitam“: Jugoslavija kroz knjige i filmove”. 24sedam.rs. 14. 6. 2021. Приступљено 9. 8. 2025.
3. ↑  „O nama”. pobunjene.org. 9. 8. 2025.
4. ↑  „Od Sali Runi do Rumene Bužarovske-Književni podkast "Pobunjeno čitam: za sve od 15 do 115"”. euronews.rs. 25. 11. 2021. Приступљено 9. 8. 2025.
5. ↑  „Otvoren konkurs Pobunjeno čitam: za sve od 15 do 115”. aktuelno.me. 29. 3. 2021. Приступљено 9. 8. 2025.
6. ↑  „Pobunjene čitateljke: Mape jugoslovenskog nasleđa”. nova.rs. 19. 3. 2021. Приступљено 9. 8. 2025.